# أزيد الرصاص
أزيد الرصاص مركب كيميائي من الرصاص والنتروجين من مجموعة الأزيدات؛ صيغته Pb(N3)2 ويوجد في الشروط القياسية على شكل صلب أبيض اللون.

## التحضير
يحضر المركب من تفاعل تبادل بين أزيد الصوديوم ونترات الرصاص الثنائي مع إضافة الدكسترين للتثبيت.
{\displaystyle {\ce {Pb(NO3)2 + 2 NaN3 -> Pb(N3)2 + 2 NaNO3}}}

## الخواص
يوجد المركب في الشروط القياسية على شكل بلورات بيضاء اللون، والتي تتميز أنها تتفكك بشكل انفجاري عند التسخين إلى حوالي 200 °س. لا ينحل المركب عملياً في الماء (فقط 230 مغ/ل).

## الاستخدامات
لا توجد استخدامات عملية للمركب بسبب عدم استقراره.